# Snatam Kaur
Snatam Kaur Khalsa (panyabí: ਸਨਾਤਮ ਕੌਰ ਖ਼ਾਲਸਾ, nacida en 1972 en Trinidad, Colorado) es una cantante y compositora norteamericana. Kaur interpreta música devocional india, kirtan, y recorre el mundo como activista de la paz. El apellido de "Kaur", que significa "princesa", es compartido por todas las mujeres sijs.

## Infancia y educación
Su familia se mudó a California cuando Snatam tenía dos años y residió en Long Beach y Sacramento. A los seis años visitó la India con su familia, y su madre aprovechó para estudiar kirtan. 
Snatam vivió en un rancho cerca de Bolinas, California, hasta el 8º grado y en 1986 se mudó a Mill Valley. Durante su infancia practicó kirtan con su madre en los templos y en las ceremonias religiosas sij. Asistió a la escuela Tamalpais High School, en Mill Valley, donde ejecutó el violín en la orquesta y empezó a componer canciones. Bob Weir, miembro del grupo Grateful Dead, preparó a Kaur y sus compañeros de clase para la interpretación de la canción de Kaur Saving the Earth, en el Concierto del Día de la Tierra en San Francisco el 22 de abril de 1990.
En la escuela secundaria Snatam participó activamente en causas sociales y medioambientales, y en el último año presidió  el club de acción social "Estudiantes por la Justicia". Este club inició programas de reciclaje y de sensibilización medioambiental, además de promover el cambio de nombre de la mascota y de los equipos deportivos, que pasaron a llamarse en los años 1989 y 1990 los Red Tailed Hawk, tras el discurso que pronunció Sacheen Littlefeather en la escuela.
Tras su paso por la escuela de Tam, Snatam se matriculó en el Mills College de Oakland, California, donde terminó licenciándose en bioquímica. Después regresó a la India para estudiar Kirtan bajo la Tutela del maestro de su madre, Bhai Hari Singh. En 1997, Kaur comenzó su carrera como tecnóloga de alimentos con cereales de Paz en Eugene, Oregón.

## Música de Snatam
En 2000, Kaur firma con el sello Spirit Voyage Records, cuyo fundador, Guru Ganesha Singh, se convirtió en su mánager y guitarrista. Colabora también el productor de música New Age, Thomas Barquee. 

## Discografía
| Año  | Título                                                |                                                    |
| ---- | ----------------------------------------------------- | -------------------------------------------------- |
| 2000 | To Heaven and Beyond                                  | Spirit Voyage Records                              |
| 2002 | Prem (Love)                                           | Spirit Voyage Records                              |
| 2003 | Shanti                                                | Spirit Voyage Records                              |
| 2004 | Grace'                                                | Spirit Voyage Records                              |
| 2005 | Celebrate Peace                                       | Spirit Voyage Records                              |
| 2005 | Mother's Blessing - (Snatam Kaur and Prabhu Nam Kaur) | Spirit Voyage Records                              |
| 2006 | Anand                                                 | Spirit Voyage Records                              |
| 2007 | Live in Concert                                       | Spirit Voyage Records                              |
| 2009 | Liberation's Door                                     | Spirit Voyage Records                              |
| 2010 | The Essential Snatam Kaur: Sacred Chants For Healing  | Spirit Voyage Records Under License To Sounds True |
| 2010 | Divine Birth                                          | Spirit Voyage Records                              |
| 2011 | Feeling Good Today                                    | Spirit Voyage Records                              |
| 2011 | Ras                                                   | Spirit Voyage Records                              |
| 2012 | Heart of the Universe *(Snatam Kaur and Peter Kater)  | Spirit Voyage Records                              |
| 2014 | Light Of The Naam: Morning Chants                     | Spirit Voyage Records                              |
| 2018 | Beloved                                               | Spirit Voyage Records                              |

## The Celebrate Peace Tour
Snatam Kaur pasa gran parte del año de gira, cantando y enseñando yoga. Su celebrado Peace World Tour incluye actuaciones en escuelas, hospicios, centros de detención de menores, entre otros.
Kaur es "Embajadora de la Paz" para la 3HO Foundation, ONG (organización no gubernamental) afiliada a las Naciones Unidas desde 1996.
Kaur lleva a cabo las giras con su antiguo socio musical, Guru Ganesha Singh, que es guitarrista y vocalista; con su esposo, el artista gráfico Sopurkh Singh, y su hija, Jap Preet Kaur.

## Kundalini Yoga
Snatam ofrece formación de yoga por medio de los talleres de "Creating Inner Peace through Kundalini Yoga and Meditation". En estas clases proporcionan instrucción en la tecnología de Kundalini, como lo enseñó el controvertido maestro Yogi Bhajan, quien recibió luego de su fallecimiento numerosas denuncias por abusos sexuales, incluidos a menores, denuncias que conmocionaron a sus seguidores. No se conocen al momento declaraciones de Snatam Kaur al respecto. El canto es parte esencial de la práctica de Kundalini Yoga.

## Vida personal
Snatam vive en Santa Cruz (California) (USA) con su marido Sopurkh Singh, con quien se casó en enero de 2006, teniendo una hija llamada Jap Preet Kaur.